# NGC 6320
NGC 6320 (другие обозначения — UGC 10761, MCG 7-35-44, ZWG 225.67, PGC 59852) — галактика в созвездии Геркулес.
Этот объект входит в число перечисленных в оригинальной редакции «Нового общего каталога».